# Cmentarz żydowski w Otmuchowie
Cmentarz żydowski w Otmuchowie – żydowska nekropolia położona w lesie na północ od Otmuchowa.
Niewielki cmentarz założony w XIX w. Ma powierzchnię 0,03 ha. Kirkut po II wojnie światowej był zaniedbany, nie zachowało się wiele macew. Remont przeprowadzono w 2003. Najstarsza należy do osoby zmarłej w 1919. Przed wejściem znajdują się kamienie upamiętniające remont nekropolii oraz fakt sprawowania nad nią opieki przez gimnazjum w Otmuchowie.